# 駅前通 (豊川市の道路)

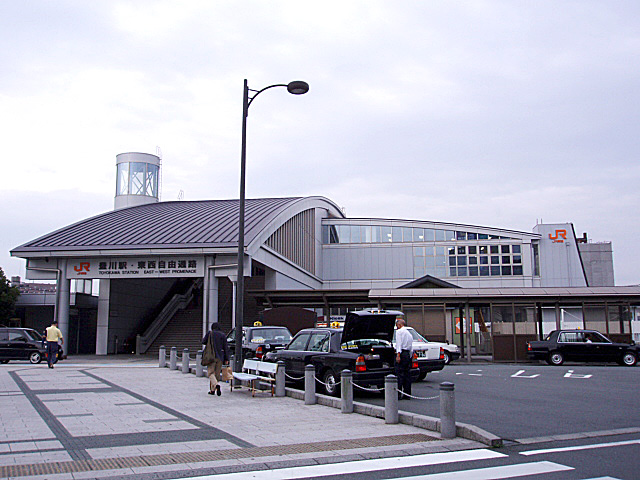
起点の豊川駅。駅前の道路はロータリーになっている。

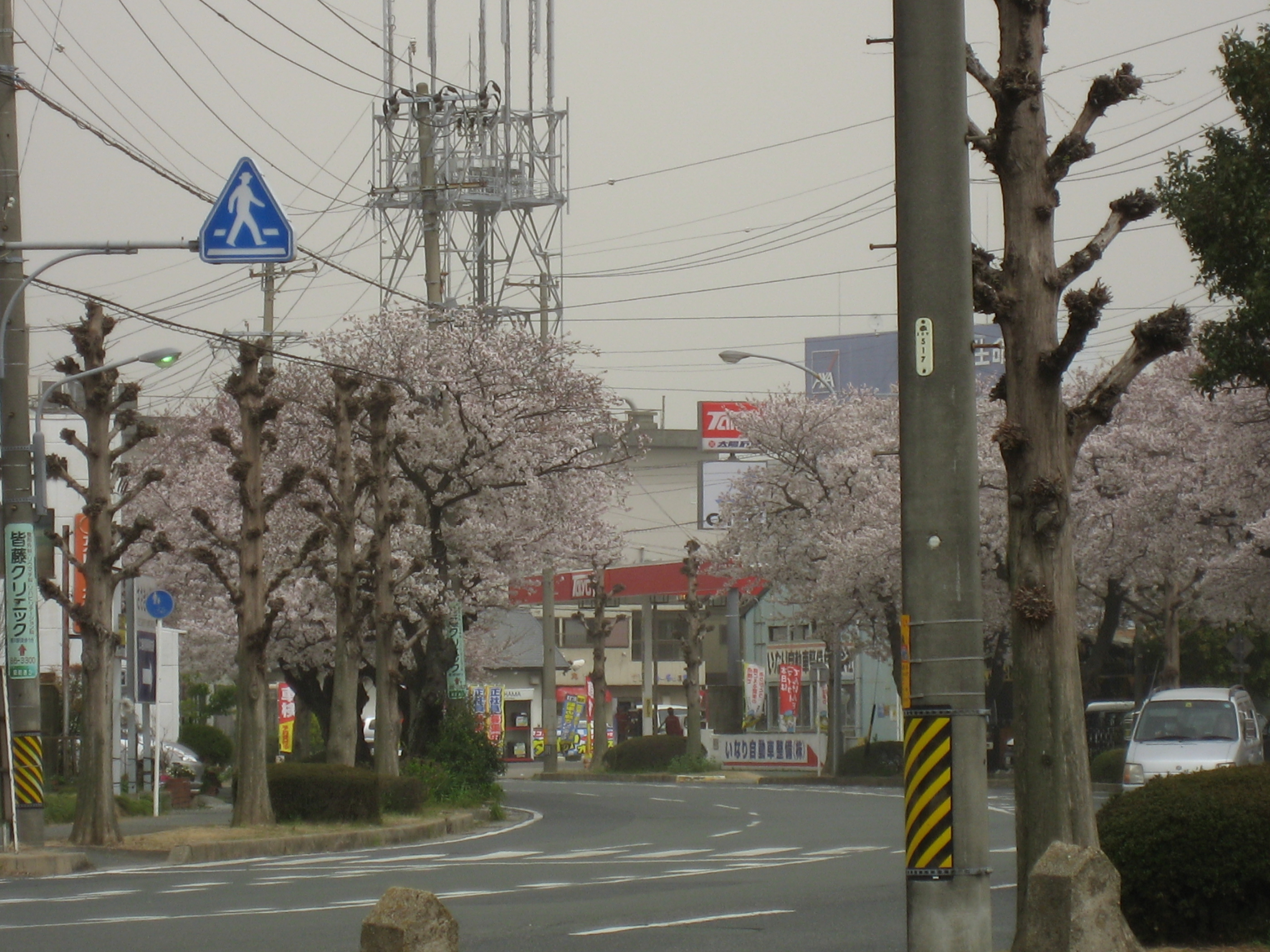
かつての桜並木と駅前通。現在は他の種類の木と約半々に変わった。

駅前通（えきまえどおり）は、愛知県豊川市にある道路の通称、および地名である。

## 概要
東海旅客鉄道（JR東海）飯田線の豊川駅（名鉄豊川線の豊川稲荷駅）から豊川稲荷前を経て、名鉄豊川線の稲荷口駅付近までを結ぶ道路で、そのほとんどが市道前田豊川線だが、豊川駅前から豊川稲荷までは愛知県道31号東三河環状線である。
豊川駅から豊川稲荷までの区間はアーケード（歩道のみを屋根が覆うタイプ）となっており、正月やイベントの際には人通りが多くなる。また、正月には交通規制が行われ、車両の通行が禁止され、歩行者天国となる。

## 区間
- 豊川市
  - 西本町：豊川駅前（起点）～中条町道下：中条町道下交差点（終点）
  - 総延長：約1.7km

## 沿線
- 東海旅客鉄道（JR東海）飯田線 豊川駅
- 名鉄豊川線 豊川稲荷駅
- 豊川商店街
- 西本町商店街
- 栄通商店街
- 門前通商店街
- 三菱UFJ銀行豊川支店
- 豊川信用金庫いなり支店
- 豊川稲荷
- 豊川稲荷大駐車場
- 豊川市立豊川小学校
- ドラッグおおい薬局いなり店
- NTT西日本 豊川営業所
- フィール豊川店（スーパーマーケット）
- 豊川年金事務所
- 名鉄豊川線 稲荷口駅
- サンヨネ豊川店（スーパーマーケット）
- いなりぐち整骨院
- カンナヤ
- ウエルシア豊川中条町店：駐車場は駅前通、店舗は中条町
- じろう庵（麺類飲食店）

## 沿線風景
起点は豊川駅前の環状交差点。そこから西方向へ真っ直ぐ走ると、まもなく豊川稲荷が見えてくる。稲荷付近の商店街を過ぎると、大駐車場などがある賑わった通りになる。開運通を分けた後道路は左へゆっくりカーブする。
その後、姫街道と交差する大きな交差点に差し掛かり、交差点を過ぎると、桜などの街路樹が並ぶ道がしばらく続く。更に右へ緩くカーブする途中で片側2車線が直進と左折専用に分かれる。ここを直進すれば豊川年金事務所の前を通って千歳通に突き当たるが、当路線は左折して稲荷口駅の構内を踏切で通り、すぐにまた左折してしばらく走ると終点の交差点に着く。市道前田豊川線はこの先も続き、国道151号交点から愛知県道394号中条豊橋線に継承される。

## 交差・接続する道路
- 市道西本豊川仁保通線（豊川駅前：JR飯田線北西側道、豊川踏切近道）
- 愛知県道495号宿谷川線（豊川稲荷前交差点）
- 開運通（市道公園線、幸町交差点）
- 愛知県道5号国府馬場線（姫街道、中央通3丁目交差点）
- 市道金塚下野川線（駅前通3丁目(稲荷口駅北西)：直進、名鉄豊川線側道）
- 美和通（市道伊奈美和通線、駅前通4丁目交差点：住所としての駅前通は当交差点の約150m先まで）
- 愛知県道495号宿谷川線（中条町道下交差点：交差）
- 市道前田豊川線（同：直進）

## 鉄道・バス路線

### 鉄道
- JR飯田線
  - 豊川駅
- 名鉄豊川線
  - 豊川稲荷駅
  - 稲荷口駅

### バス
- 豊鉄バス
  - 豊川線
  - 新豊線
  - 東京行き高速バス
- 豊川市コミュニティバス
  - 豊川国府線
  - 千両三上線
  - 一宮線